# Santa Teresa, Santiago Maravatío
Santa Teresa är en ort i Mexiko.   Den ligger i kommunen Santiago Maravatío och delstaten Guanajuato, i den centrala delen av landet, 210 km väster om huvudstaden Mexico City. Santa Teresa ligger 1 762 meter över havet och antalet invånare är 507.
Terrängen runt Santa Teresa är kuperad åt sydost, men åt nordväst är den platt. Runt Santa Teresa är det ganska glesbefolkat, med 50 invånare per kvadratkilometer. Närmaste större samhälle är Salvatierra, 9,0 km öster om Santa Teresa. Trakten runt Santa Teresa består till största delen av jordbruksmark.